# Rosalie de Graaf
Rosalie de Graaf (1999), ook bekend onder haar pseudoniem RoosArt, is een Nederlandse streetartist. Ze is voornamelijk bekend door haar hyperrealistische muurschilderingen. Wereldwijd heeft ze meer dan 200 muurschilderingen gemaakt.

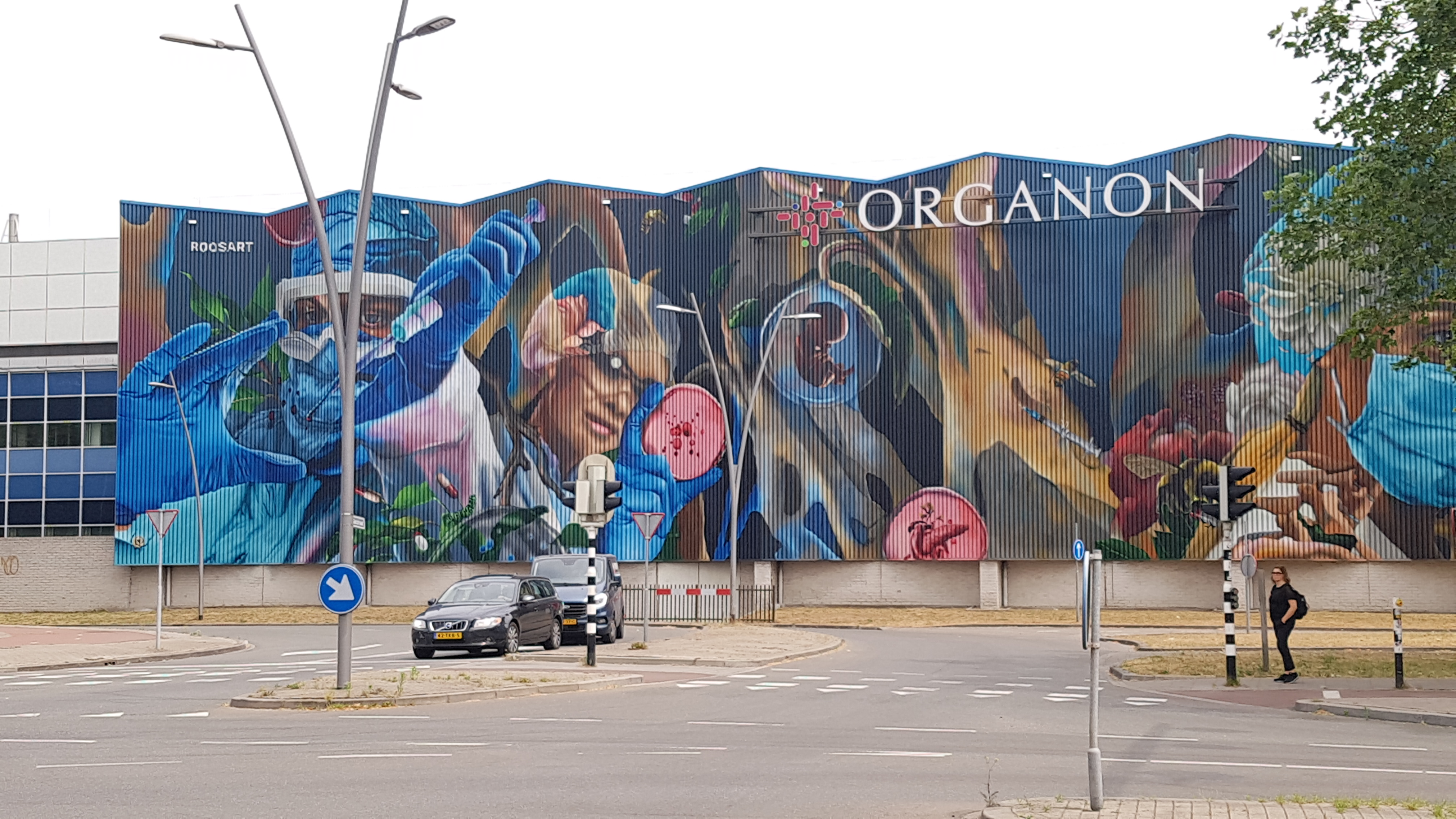
Muurschildering, Organon Oss

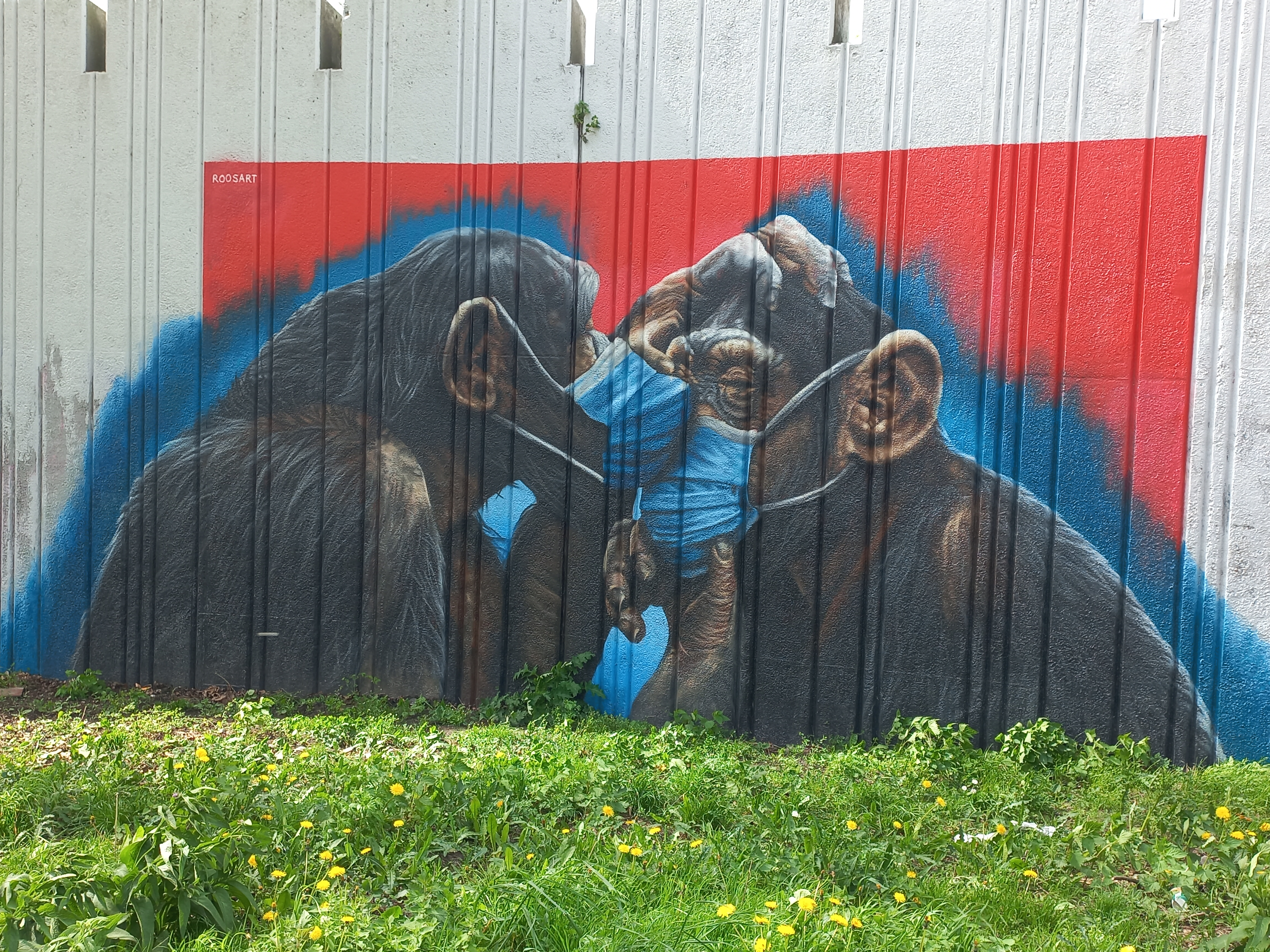
Kissing monkeys (2020), brug 868, Amsterdam-Zuid

## Levensloop
Toen De Graaf veertien jaar oud was, begon ze met schilderen. Ze volgde geen formele opleiding, maar leerde de technieken naar eigen zeggen door het kijken van filmpjes op YouTube. Aanvankelijk maakte ze vooral kleine werken voor vrienden en familie. Vanaf haar achttiende is de fulltime bezig met streetart. Om zich volledig te kunnen richten op haar werk, stopte ze met haar studie geneeskunde.
In 2018 maakte ze een werk waarop Donald Trump en Vladimir Poetin zoenend worden afgebeeld. Toen ze het werk op sociale media deelde, ontving ze doodsbedreigingen.
In 2021 werd het ontwerp van De Graaf door de inwoners van Oss uitgekozen om geplaatst te worden op de blauwe wand van het kantoor van Organon in Oss. Dit werk, dat 12 meter hoog en 65 meter breed is, is een van de grootste muurschilderingen in Nederland.
De Graaf richtte in juni 2023 in Doesburg een eigen Street Art School op genaamd RoosArt Academy. Naast streetartist is ze tevens tattoeëerder.

## Werken (selectie)
De werken van De Graaf bevinden zich in de openbare ruimte.
- Muurschildering op de GTW-loods (2019), Doesburg[10]
- Kissing monkeys (2020), Amsterdam
- Trots van Oss (2021), op de muur van Organon, Oss[7]
- De lantaarndrager (2023), op de muur van het stadhuis van Doetinchem[11]
- De Machinist (2023) Kapoeniestraat, Doetinchem[3]
- Muurschildering van een man met kind in Aulla, Italië (2023)[12]
- Muurschildering op de Elvis Presley flat in Zwolle (2024)[13]

## Nominaties, prijzen en onderscheidingen
- Top 5 Street Awards Benelux (2018)[14]
- Beste Jonge Ondernemer (2019) met haar bedrijf RoosArt[2]
- Bep van de Velden Award (2021)[2]
- Beste Street Artist van Nederland (2023)[3]
- Tweede plaats 'mooiste kunstwerk' (april 2023) van Street Art Cities[12]